# Якоб Мендес да Коста
Якоб Мендес да Коста (англ. Jacob Mendes Da Costa (7 февраля 1833 года, о. Сент-Томас — 11 сентября 1900 года, Вилланова, штат Пенсильвания) — врач и хирург.

## Биография
В 1852 году окончил Медицинский Колледж Джефферсона (ныне Университета Томаса Джефферсона. Продолжил своё образование в Европе, в основном в Париже и Вене. По возвращении практиковал в Филадельфии до 1861 года, был преподавателем на кафедре в Мояменсинге.
В 1871 году описал синдром, названный позднее соматоформная вегетативная дисфункция (также известный как «синдром Да Коста» и «сердце солдата»), однако открыл он его еще в Гражданскую войну в США (1861—1865). Профессор в колледже Джефферсона, сначала на кафедре клинической медицины (1866—1872), позднее профессор теоретической и практической медицины (1872—1891).